# Paweł Pawlikowski
Paweł Aleksander Pawlikowski (tiếng Ba Lan: [ˈpavɛw alɛˈksandɛr pavliˈkɔfskʲi]; sinh ngày 15 tháng 9 năm 1957) là một nhà làm phim người Ba Lan từng sống và dành phần lớn cuộc đời tại Liên hiệp Anh. Ông được ca ngợi với một loạt phim tài liệu đoạt giải trong những năm 1990 và cho các bộ phim điện ảnh Last Resort và My Summer of Love, cả hai đều đoạt giải BAFTA và nhiều giải thưởng châu Âu khác. Bộ phim Ida đã giành được giải Oscar 2015 cho Phim ngoại ngữ hay nhất. Tại Liên hoan phim Cannes 2018, Pawlikowski đã giành được giải Đạo diễn xuất sắc nhất cho bộ phim Zimna wojna ("Chiến tranh lạnh"), bộ phim cũng mang về cho ông một đề cử cho Giải Oscar cho Đạo diễn xuất sắc nhất và Phim ngoại ngữ hay nhất.

## Tuổi thơ

Poster bộ phim Ida

Pawlikowski sinh ra ở Warszawa, Ba Lan, có bố là bác sĩ và mẹ là một vũ công ba lê trước khi trở thành giáo sư văn học Anh tại Đại học Warszawa. Thuở niên thiếu, ông được biết rằng bà nội của mình là người Do Thái và đã bỏ mạng trong trại Auschwitz. Năm 14 tuổi, ông rời  Ba Lan dưới chế độ cộng sản và theo mẹ đến Luân Đôn. Một năm sau, ông chuyển đến Đức, trước khi định cư tại Anh vào năm 1977. Ông theo học ngành văn học và triết học tại Đại học Oxford.

## Sự nghiệp
Vào cuối những năm 1980 và 1990, Pawlikowski được biết đến nhiều nhất qua những bộ phim tài liệu của mình, có sự pha trộn giữa chất trữ tình và châm biếm, giúp ông có nhiều người hâm mộ và giành nhiều giải thưởng trên khắp thế giới. Từ Mátxcơva đến Pietushki là một cuộc hành trình đầy thơ mộng vào thế giới của nhà văn Nga nổi tiếng Venedikt Erofeev, nhờ bộ phim này ông đã giành được giải Emmy, giải RTS, giải Prix Italia và các giải thưởng khác. Bộ phim Du hành của Dostoevsky từng đoạt nhiều giải thưởng là một bộ phim truyện vừa hài hước vừa bi kịch, trong đó một người lái xe điện ở Sankt-Peterburg — và là hậu duệ duy nhất còn sống của Fyodor Mikhaylovich Dostoyevsky — đã phiêu lưu khắp Tây Âu để kiếm tiền mua một chiếc xe Mercedes cũ.
Bộ phim nguyên bản và thành công nhất của Pawlikowski là Sử thi Serbia (1992), được thực hiện vào thời kỳ đỉnh điểm của Chiến tranh Bosnia. Nghiên cứu ngược đời, mỉa mai, giàu hình ảnh, đôi khi gần như thôi miên về sử thi của Serbia, với cảnh quay độc quyền của Radovan Karadžić và Tướng Ratko Mladić, đã khiến nhiều người đương thời tranh cãi và khó hiểu, nhưng giờ đây được nhiều người sùng bái. Chuyến đi cùng Zhirinovsky, một chuyến du hành bằng thuyền vô thực xuống sông Volga với chính trị gia người Nga gây tranh cãi Vladimir Volfovich Zhirinovskiy, đã mang về cho Pawlikowski giải thưởng Grierson cho Phim tài liệu Anh hay nhất năm 1995.
Quá trình chuyển đổi sang tiểu thuyết của Pawlikowski diễn ra vào năm 1998 với bộ phim ngắn dài 50 phút Twockers, một câu chuyện tình yêu trữ tình và gan góc lấy bối cảnh một khu nhà nghèo ở Yorkshire, do ông đồng sáng tác và đồng đạo diễn với Ian Duncan. Năm 2001, ông viết kịch bản và đạo diễn Last Resort cùng với Dina Korzun và Paddy Considine, bộ phim đã giành được giải BAFTA, giải Michael Powell cho Phim Anh hay nhất tại Edinburgh và nhiều giải thưởng khác. Năm 2004, ông viết kịch bản và đạo diễn My Summer of Love cùng Emily Blunt và Natalie Press, phim đã giành được giải BAFTA, giải Michael Powell cho phim Anh hay nhất và nhiều giải thưởng khác.
Năm 2006, ông quay khoảng 60% bộ phim chuyển thể từ The Restraint of Beasts của Magnus Mills khi dự án bị tạm dừng - vợ ông bị ốm nặng và ông phải từ bỏ để chăm sóc cho vợ và các con. Năm 2011, ông viết và đạo diễn một bộ phim được chuyển thể từ tiểu thuyết La femme du Vème (Người phụ nữ ở quận Năm) của Douglas Kennedy, với sự tham gia của Ethan Hawke và Kristin Scott Thomas.
Ngày 19 tháng 10 năm 2013, bộ phim Ida của ông (do Agata Kulesza thủ vai chính) giành được giải Phim hay nhất tại Liên hoan phim London, cùng đêm mà Anthony Chen, một trong những sinh viên của ông tại Trường Điện ảnh và Truyền hình Quốc gia, giành được Giải thưởng Sutherland cho Phim đầu tay hay nhất cho Ilo Ilo. Ida đã giành được Giải Oscar cho Phim ngoại ngữ vào ngày 23 tháng 2 năm 2015, qua đó trở thành tác phẩm Ba Lan đầu tiên làm được điều này. Cùng năm, ông là thành viên ban giám khảo do Alfonso Cuarón đứng đầu tại Liên hoan phim quốc tế Venezia lần thứ 72.
Năm 2017, Pawlikowski chuyển thể tiểu thuyết tiểu sử Limonov (2011) của Emmanuel Carrère, dựa trên cuộc đời của Eduard Limonov, thành kịch bản. Pawlikowski lên kế hoạch đạo diễn bộ phim chuyển thể nhưng rồi tiết lộ vào năm 2020 rằng ông mất hứng thú với nhân vật này và từ bỏ kế hoạch đạo diễn.
Bộ phim mới nhất của ông, Zimna wojna (Chiến tranh Lạnh) thắng giải Đạo diễn xuất sắc nhất tại Liên hoan phim Cannes 2018. Phim cũng đã giành được 5 giải thưởng tại Giải thưởng Phim Châu Âu 2018 bao gồm Phim hay nhất, Đạo diễn xuất sắc nhất và Giải nữ diễn viên chính xuất sắc nhất. Năm 2019, ông được công bố là một thành viên trong ban giám khảo tại Liên hoan phim Cannes.

## Đời tư
Pawlikowski lớn lên theo đạo Công giáo. Ông từng nhận xét rằng ông thấy Giáo hội Công giáo ở Anh dễ phát triển đức tin hơn ở Ba Lan.
Pawlikowski là Nghiên cứu sinh Nghệ thuật Sáng tạo tại Đại học Oxford Brookes từ năm 2004 đến năm 2007. Ông dạy đạo diễn phim và biên kịch tại Trường Điện ảnh Quốc gia ở Anh và Trường Điện ảnh Wajda ở Warszawa. Ngoài tiếng Ba Lan là tiếng mẹ đẻ của mình, ông còn nói được sáu thứ tiếng bao gồm tiếng Đức và tiếng Nga.
Vợ của Pawlikowski phát bệnh nặng vào năm 2006 và qua đời vài tháng sau đó. Họ có một con trai và một con gái. Sau khi các con đi học đại học, Pawlikowski chuyển đến Paris và sau đó chuyển đến Warszawa, sống gần ngôi nhà thời thơ ấu của mình. Cuối năm 2017, ông kết hôn với người mẫu kiêm diễn viên Ba Lan Małgosia Bela.

## Sự nghiệp phim ảnh
Với vai trò đạo diễn
| Năm  | Tiêu đề                                     | Ghi chú                   | Tham khảo |
| ---- | ------------------------------------------- | ------------------------- | --------- |
| 1990 | Từ Moscow đến Pietushki với Benny Yerofeyev | Phim tài liệu truyền hình | [ 16 ]    |
| 1991 | Những chuyến du lịch của Dostoevsky         | Phim tài liệu truyền hình | [ 16 ]    |
| 1992 | Sử thi Serbia                               | Phim tài liệu truyền hình | [ 16 ]    |
| 1994 | Đi cùng Zhirinovsky                         | Phim tài liệu truyền hình | [ 16 ]    |
| 1998 | Twockers                                    | Phim điện ảnh             | [ 16 ]    |
| 1998 | Chuỗi ký tự                                 | Phim tài liệu truyền hình | [ 16 ]    |
| 2000 | Last Resort                                 | Phim điện ảnh             | [ 16 ]    |
| 2004 | My Summer of Love                           | Phim điện ảnh             | [ 16 ]    |
| 2011 | Người phụ nữ ở quận Năm                     | Phim điện ảnh             | [ 16 ]    |
| 2013 | Ida                                         | Phim điện ảnh             | [ 16 ]    |
| 2018 | Zimna wojna                                 | Phim điện ảnh             | [ 16 ]    |

## Giải thưởng và đề cử
Giải Oscar
| Năm  | Giải thưởng | Mục                     | Tác phẩm    |
| ---- | ----------- | ----------------------- | ----------- |
| 2014 | Giải Oscar  | Phim ngoại ngữ hay nhất | Ida         |
| 2018 | Giải Oscar  | Đạo diễn xuất sắc nhất  | Zimna wojna |
| 2018 | Giải Oscar  | Phim ngoại ngữ hay nhất | Zimna wojna |

Giải BAFTA
| Năm  | Mục                                     | Tác phẩm          |
| ---- | --------------------------------------- | ----------------- |
| 2001 | Phim Anh hay nhất                       | Last Resort       |
| 2001 | Người mới triển vọng nhất               | Last Resort       |
| 2005 | Phim Anh hay nhất                       | My Summer of Love |
| 2014 | Phim hay nhất không phải bằng tiếng Anh | Ida               |
| 2018 | Hướng tốt nhất                          | Zimna wojna       |
| 2018 | Kịch bản gốc hay nhất                   | Zimna wojna       |
| 2018 | Phim hay nhất không phải bằng tiếng Anh | Zimna wojna       |

Giải thưởng phim độc lập của Anh
| Năm  | Hạng mục                                       | Tác phẩm          | Kết quả |
| ---- | ---------------------------------------------- | ----------------- | ------- |
| 2000 | Đạo diễn xuất sắc nhất                         | Last Resort       | Đề cử   |
| 2000 | Kịch bản hay nhất                              | Last Resort       | Đề cử   |
| 2004 | Đạo diễn xuất sắc nhất                         | My Summer of Love | Đề cử   |
| 2014 | Giải BIFA cho Phim độc lập nước ngoài hay nhất | Ida               | Đề cử   |
| 2018 | Giải BIFA cho Phim độc lập nước ngoài hay nhất | Zimna wojna       |         |

Giải thưởng điện ảnh châu Âu
| Năm  | Hạng mục                           | Tác phẩm                        | Kết quả         |
| ---- | ---------------------------------- | ------------------------------- | --------------- |
| 199  | Phim tài liệu hay nhất             | Những chuyến đi của Dostoyevsky | Đề cập đặc biệt |
| 2001 | Khám phá Châu Âu                   | Last Resort                     | Đề cử           |
| 2005 | Bộ phim hay nhất                   | My Summer of Love               | Đề cử           |
| 2005 | Đạo diễn xuất sắc nhất             | My Summer of Love               | Đề cử           |
| 2014 | Bộ phim hay nhất                   | Ida                             | Đoạt giải       |
| 2014 | Giải thưởng do người xem bình chọn | Ida                             | Đoạt giải       |
| 2014 | Đạo diễn xuất sắc nhất             | Ida                             | Đoạt giải       |
| 2014 | Biên kịch xuất sắc nhất            | Ida                             | Đoạt giải       |
| 2018 | Bộ phim hay nhất                   | Zimna wojna                     | Đoạt giải       |
| 2018 | Đạo diễn xuất sắc nhất             | Zimna wojna                     | Đoạt giải       |
| 2018 | Biên kịch xuất sắc nhất            | Zimna wojna                     | Đoạt giải       |

Giải thưởng điện ảnh Ba Lan
| Năm  | Hạng mục               | Tác phẩm          | Kết quả   |
| ---- | ---------------------- | ----------------- | --------- |
| 2006 | Phim Châu Âu hay nhất  | My Summer of Love | Đoạt giải |
| 2014 | Bộ phim hay nhất       | Ida               | Đoạt giải |
| 2014 | Đạo diễn xuất sắc nhất | Ida               | Đoạt giải |
| 2014 | Kịch bản hay nhất      | Ida               | Đề cử     |

Giải thưởng Hội phê bình
| Năm  | Giải thưởng                                              | Hạng mục               | Tác phẩm    |
| ---- | -------------------------------------------------------- | ---------------------- | ----------- |
| 2014 | Giải thưởng Hội phê bình phim Dublin lần thứ 9           | Đạo diễn xuất sắc nhất | Ida         |
| 2014 | Cuộc thăm dò ý kiến phê bình cuối năm 2014 của Indiewire | Đạo diễn xuất sắc nhất | Ida         |
| 2019 | Giải thưởng Hội phê bình phim Luân Đôn lần thứ 39        | Đạo diễn xuất sắc nhất | Zimna wojna |

Những giải thưởng khác
Pawlikowski được phong làm Học viên danh dự của Trường Điện ảnh London. Năm 2019, ông được trao tặng danh hiệu công dân danh dự của Warsaw.